# Coupe des nations du Pacifique 2019
Navigation
Coupe 2018 Coupe 2022
La Coupe des nations du Pacifique 2019 (en anglais : Pacific Nations Cup 2019) est la quatorzième édition de la compétition. Elle regroupe les équipes des Fidji, des Tonga, des Samoa, du Japon ainsi que les équipes du Canada, des États-Unis La compétition se déroule du 27 juillet au 10 août 2019.
Grâce à ses trois victoires en autant de matchs, le Japon remporte la compétition.

## Participants
| Pays       | Sélectionneur       | Capitaine             |
| ---------- | ------------------- | --------------------- |
| Canada     | Kingsley Jones (en) | Tyler Ardron          |
| Fidji      | John McKee          | Dominiko Waqaniburotu |
| Japon      | Jamie Joseph        | Michael Leitch        |
| Samoa      | Steve Jackson       | Changeant             |
| Tonga      | Toutai Kefu         | Siale Piutau          |
| États-Unis | Gary Gold (en)      | Blaine Scully         |

## Classement
| Rang | Pays       | J | V | N | D | Bo | Bd | Pm  | Pe  | Diff | Pts |
| ---- | ---------- | - | - | - | - | -- | -- | --- | --- | ---- | --- |
| 1    | Japon      | 3 | 3 | 0 | 0 | 3  | 0  | 109 | 48  | +61  | 15  |
| 2    | Fidji (T)  | 3 | 2 | 0 | 1 | 1  | 0  | 69  | 50  | +19  | 9   |
| 3    | États-Unis | 3 | 2 | 0 | 1 | 1  | 0  | 80  | 63  | +17  | 9   |
| 4    | Samoa      | 3 | 1 | 0 | 2 | 0  | 2  | 38  | 40  | -2   | 6   |
| 5    | Tonga      | 3 | 1 | 0 | 2 | 1  | 0  | 57  | 89  | -32  | 5   |
| 6    | Canada     | 3 | 0 | 0 | 3 | 0  | 1  | 55  | 118 | -63  | 1   |

|  | Vainqueur |

| Rang | Pays       | J | V | N | D | Bo | Bd | Pm | Pe | Diff | Pts |
| ---- | ---------- | - | - | - | - | -- | -- | -- | -- | ---- | --- |
| 1    | Fidji (T)  | 3 | 2 | 0 | 1 | 1  | 0  | 69 | 50 | +19  | 9   |
| 2    | États-Unis | 3 | 2 | 0 | 1 | 1  | 0  | 80 | 63 | +17  | 9   |
| 3    | Tonga      | 3 | 1 | 0 | 2 | 1  | 0  | 57 | 89 | -32  | 5   |

| Rang | Pays   | J | V | N | D | Bo | Bd | Pm  | Pe  | Diff | Pts |
| ---- | ------ | - | - | - | - | -- | -- | --- | --- | ---- | --- |
| 1    | Japon  | 3 | 3 | 0 | 0 | 3  | 0  | 109 | 48  | +61  | 15  |
| 2    | Samoa  | 3 | 1 | 0 | 2 | 0  | 2  | 38  | 40  | -2   | 6   |
| 3    | Canada | 3 | 0 | 0 | 3 | 0  | 1  | 55  | 118 | -63  | 1   |

T Tenant du titre
Attribution des points
Victoire : 4, match nul : 2, défaite : 0 ; plus les bonus (offensif : 4 essais marqués minimum ; défensif : défaite par 7 points d'écart maximum).
Règles de classement
Lorsque deux équipes sont à égalité au nombre total de points terrain, la différence se fait aux nombre de points terrains particuliers entre les équipes à égalité.

## Détails des matches

### 1rejournée
| 27 juillet 2019 | Tonga | 17 - 25 (10 - 3) | Samoa | Apia Park Arbitre : Mike Fraser |
| 27 juillet 2019 |       |                  |       | Apia Park Arbitre : Mike Fraser |
| 27 juillet 2019 |       |                  |       | Apia Park Arbitre : Mike Fraser |

| 27 juillet 2019 | Fidji | 21 - 34 (14 - 29) | Japon | Kamaishi Recovery Memorial Stadium 13 135 spectateurs Arbitre : Luke Pearce |
| 27 juillet 2019 |       |                   |       | Kamaishi Recovery Memorial Stadium 13 135 spectateurs Arbitre : Luke Pearce |
| 27 juillet 2019 |       |                   |       | Kamaishi Recovery Memorial Stadium 13 135 spectateurs Arbitre : Luke Pearce |

| 27 juillet 2019 | États-Unis | 47 - 19 (20 - 0) | Canada | Infinity Park 5 000 spectateurs Arbitre : Andrew Brace |
| 27 juillet 2019 |            |                  |        | Infinity Park 5 000 spectateurs Arbitre : Andrew Brace |
| 27 juillet 2019 |            |                  |        | Infinity Park 5 000 spectateurs Arbitre : Andrew Brace |

### 2ejournée
| 3 août 2019 | États-Unis | 13 - 10 (10 - 7) | Samoa | ANZ Stadium (Suva) Arbitre : Nigel Owens |
| 3 août 2019 |            |                  |       | ANZ Stadium (Suva) Arbitre : Nigel Owens |
| 3 août 2019 |            |                  |       | ANZ Stadium (Suva) Arbitre : Nigel Owens |

| 3 août 2019 | Fidji | 38 - 13 (19 - 13) | Canada | ANZ Stadium (Suva) Arbitre : Mike Fraser |
| 3 août 2019 |       |                   |        | ANZ Stadium (Suva) Arbitre : Mike Fraser |
| 3 août 2019 |       |                   |        | ANZ Stadium (Suva) Arbitre : Mike Fraser |

| 3 août 2019 | Tonga | 7 - 41 (0 - 21) | Japon | Hanazono Rugby Stadium Arbitre : Jérôme Garcès |
| 3 août 2019 |       |                 |       | Hanazono Rugby Stadium Arbitre : Jérôme Garcès |
| 3 août 2019 |       |                 |       | Hanazono Rugby Stadium Arbitre : Jérôme Garcès |

### 3ejournée
| 9 août 2019 | Tonga | 33-23 (19-8) | Canada | Churchill Park Arbitre : Nigel Owens |
| 9 août 2019 |       |              |        | Churchill Park Arbitre : Nigel Owens |
| 9 août 2019 |       |              |        | Churchill Park Arbitre : Nigel Owens |

| 10 août 2019 | États-Unis | 20 - 34 (13 - 20) | Japon | ANZ Stadium (Suva) Arbitre : Glen Jackson |
| 10 août 2019 |            |                   |       | ANZ Stadium (Suva) Arbitre : Glen Jackson |
| 10 août 2019 |            |                   |       | ANZ Stadium (Suva) Arbitre : Glen Jackson |

| 10 août 2019 | Fidji | 10 - 3 (3 - 3) | Samoa | ANZ Stadium (Suva) Arbitre : Brendon Pickerill |
| 10 août 2019 |       |                |       | ANZ Stadium (Suva) Arbitre : Brendon Pickerill |
| 10 août 2019 |       |                |       | ANZ Stadium (Suva) Arbitre : Brendon Pickerill |